# Charles Eugène de Croÿ
Charles Eugène de Croÿ (pronunciado /ʃaʁl øʒɛn də kʁwi/; en alemán: Herzog Carl Eugen de Croÿ; en ruso: Карл Евгений де Круа, Karl Evgenij de Krua; 1651 - 30 de enero de 1702) fue un Mariscal de Campo alemán y ruso y un noble de la francesa Casa de Croÿ.

## Biografía
Su padre fue Jacques Philippe de Croÿ-Roeulx (1614-1685), un descendiente de Jean III de Croy-Roeulx, hijo de Antoine el Grande. Su madre fue Johanna Catharina van Bronckhorst, hija del Mariscal de Campo Johann Jakob van Bronckhorst.
Contrajo matrimonio con Wilhelmina Juliana van den Bergh, hija de Hendrik van den Bergh, quien era 13 años mayor que él. No tuvieron hijos. Participó en la batalla de Lund de 1676 en el bando dano-noruego.
Posteriormente, luchó con suceso en el ejército austríaco contra los turcos otomanos y participó tanto en la liberación de Viena en 1683 como en el ataque a Belgrado en 1690. El 18 de octubre de 1692, puso la primera piedra de la fortaleza de Petrovaradin y fue promovido a Mariscal de Campo Imperial por sus servicios.
En 1697, empezó a servir al zar ruso Pedro el Grande, y comandó sus fuerzas en Livonia (Livonia por aquel entonces formaba parte de Suecia y de la Mancomunidad polaca). Dirigió las fuerzas rusas en la batalla de Narva el 20 de noviembre de 1700 cuando se rindió y fue hecho prisionero por los suecos. 
Murió en Reval (Tallin) como prisionero de guerra en 1702. A petición de sus acreedores, su cuerpo que descansaba en la Iglesia de San Nicolás, no fue enterrado durante más de 190 años, y siendo momificado, fue exhibido como una curiosidad.